# Conca Casale
Conca Casale är en ort och kommun i provinsen Isernia i regionen Molise i Italien. Kommunen hade 179 invånare (2018).